# Záhony
Záhony é uma cidade da Hungria, situada no condado de Szabolcs-Szatmár-Bereg. Tem 6,94 km² de área e sua população em 2019 foi estimada em 4.236 habitantes.